# William A. Goddard (Chemiker)
William Andrew Goddard III. (* 29. März 1937 in El Centro (Kalifornien)) ist ein US-amerikanischer theoretischer Chemiker.
Goddard studierte Ingenieurwesen an der University of California, Los Angeles, mit dem Bachelor-Abschluss 1960 und wurde 1965 am Caltech bei Pol E. Duwez in mit der Arbeit An improved many-electron theory for atoms and molecules which uses eigenfunctions of total spin promoviert. Danach war er dort Noyes Research Fellow und Noyes Research Instructor, ab 1967 Assistant Professor für theoretische Chemie, ab 1971 Associate Professor und ab 1974 Professor. 1967 wurde er Sloan Research Fellow. Ab 1978 war er Professor für Chemie und Angewandte Physik und ab 1984 Charles and Mary Ferkel Professor für Chemie (ab 2001 auch für Angewandte Physik).
1988 erhielt er den ACS Award for Computers in Chemical and Pharmaceutical Research und 2008 den American Chemical Society Award in Theoretical Chemistry. Er ist Mitglied der International Academy of Quantum Molecular Science, der American Academy of Arts and Sciences (2010), der American Association for the Advancement of Science und der National Academy of Sciences (1984) und Fellow der American Physical Society. Er gehört zu den am hundert meisten zitierten Chemikern von 1981 bis 1999 (ISI). 2004 wurde er Ehrendoktor in Uppsala. 1978 erhielt er die Buck Witney Medal der American Chemical Society, 1988 den Computers in Chemistry Award, 1999 den Feynman Prize in Nanotechnology für Theorie, 2000 den NASA Space Sciences Award und 2000 den Richard Chase Tolman Prize der Southern California Section der ACS.
Ab 1973 war er Gastwissenschaftler am Los Alamos National Laboratory. Außerdem war er Berater bei den General Motors Research Laboratories, dem Argonne National Laboratory, den Bell Laboratories, den Sandia National Laboratories, dem General Electric Research and Development Center, der Shell Development Company, bei Research and Development Standard Oil Ohio und Triton Bioscience.
Von ihm stammen insbesondere Beiträge zur Moleküldynamik für ab initio Rechnungen auf verschiedenen Längen- und Zeitskalen. Von ihm stammt die Generalized Valence Bond Methode (GVB, um 1970), die Wellenfunktionen mit Orbitalen gemäß der modernen Valenzstrukturtheorie verwendet. Zu seinen Forschungsfeldern zählen elektronische Wellenfunktionen von Molekülen und Festkörpern und Verbindung mit deren Eigenschaften, chemische Reaktionen und Reaktionsmechanismen bei Katalyse (homogen und heterogen), elektronische Zustände von Festkörperoberflächen, Simulation von biologischen Prozessen und Hochtemperatursupraleiter.

## Schriften (Auswahl)
- Goddard, W. A., Dunning, T. H., Hunt, W. J., Hay, P. J.: Generalized valence bond description of bonding in low-lying states of molecules, Accounts of Chemical Research, Band 6, 1973, S. 368
- Goodgame MM, Goddard WA: Modified generalized valence-bond method: A simple correction for the electron correlation missing in generalized valence-bond wave functions; Prediction of double-well states for Cr2 and Mo2, Physical Review Letters, Band 54, 1985, S. 661–664
- SL Mayo, BD Olafson, WA Goddard: DREIDING: a generic force field for molecular simulations, Journal of Physical Chemistry, Band 94, 1990, S. 8897–8909
- DA Tomalia, AM Naylor, WA Goddard: Starburst dendrimers: Molecular-level control of size, shape, surface chemistry, topology, and flexibility from atoms to macroscopic matter, Angewandte Chemie International Edition, Band 29, 1990, S. 138–175
- AK Rappe, WA Goddard III: Charge equilibration for molecular dynamics simulations, Journal of Physical Chemistry, Band 95, 1991, S. 3358–3363
- AK Rappé, CJ Casewit, KS Colwell, WA Goddard III, WM Skiff: UFF, a full periodic table force field for molecular mechanics and molecular dynamics simulations, Journal of the American Chemical Society, Band 114, 1992, S. 10024–10035
- Muller, Richard P.; Langlois, Jean-Marc; Ringnalda, Murco N.; Friesner, Richard A.; Goddard, William A.: A generalized direct inversion in the iterative subspace approach for generalized valence bond wave functions, Journal of Chemical Physics, Band 100, 1994, S. 1226
- ACT Van Duin, S Dasgupta, F Lorant, WA Goddard: ReaxFF: a reactive force field for hydrocarbons, Journal of Physical Chemistry A, Band 105, 2001, S. 9396–9409
- AI Boukai, Y Bunimovich, J Tahir-Kheli, JK Yu, WA Goddard III, JR Heath: Silicon nanowires as efficient thermoelectric materials, Nature, Band 451, 2008, S. 168